# De bouwvakarbeider
De Bouwvakarbeider of De bouwvakker is een artistiek kunstwerk on Amsterdam Nieuw-West.
Het bronzen beeld op een bakstenen sokkel staat in een groenstrook naast de kruising van de Burgemeester De Vlugtlaan en de Burgemeester Eliasstraat. Het is een werk van Jan Havermans uit 1962. Volgens de site Buitenkunst Amsterdam is het een eerbetoon aan de bouwvakkers die hier in de jaren vijftig en zestig de woonwijken uit de grond stampten. In plaats van een bouwvakker in het volle werk af te beelden, liet Havermans een rustende bouwvakker zien, die volgens dezelfde site goedkeurend naar zijn werk kijkt. Het beeld is gesigneerd. Het beeld is onthuld op 26 januari 1962, de zeventigste verjaardag van de beeldhouwer, die twee jaar later overleed.  
Het ontwerp van het beeld stamt ongeveer uit 1957; het origineel werd in 1959 in het Stedelijk Museum Amsterdam tentoongesteld. Het werd later in brons gegoten om vervolgens geplaatst te worden naar opdracht van de gemeente Amsterdam. Havermans beeldde meer mensen “in ruste” uit; zo zijn is in Amsterdam zijn Rustende tuinder (Jan van Galenplantsoen) en in Alkmaar zijn Rustende arbeider te vinden.  